# In Africa si va
In Africa si va è un brano musicale scritto da Enrico Frati e musicato da Giovanni Raimondo nel 1935.

## Storia
Il brano venne inciso per la prima volta da Giglio sul lato B del 78 giri Faccetta nera/In Africa si va (Columbia, DQ 1693), in cui il lato A era interpretato da Carlo Buti; venne poi inciso anche dal tenore Renzo Mori nel 1935 per la casa discografica Grammofono.

## Argomento
La canzone fa parte della campagna propagandistica lanciata dal regime fascista per promuovere il consenso popolare sulle guerre coloniali. Anche in questo brano, lato B della più famosa Faccetta nera, l'intento propagandistico risiede nel nascondere la brutalità della guerra d'aggressione condotta dal regime (che fu attuata anche mediante uso di armi chimiche e altri crimini di guerra), nel distogliere l'attenzione dalle conseguenti sanzioni internazionali, nel veicolare stereotipi razzisti conferendo una immagine falsamente liberatrice alla campagna coloniale.
Il brano è un inno del colonialismo italiano che fa riferimento all'inizio della guerra d'Etiopia scoppiata proprio in quel 1935. Il riferimento d'apertura è alla guerra combattuta in Etiopia alla fine dell'Ottocento (Per chiuder la partita) proseguendo nell'elogio di Mussolini, cui si accompagna la denigrazione di Hailé Selassié, al quale i soldati italiani augurano di somministrare l'olio di ricino, violenza fisica e morale usata dagli squadristi contro i loro avversari politici antifascisti.
Nel ritornello Si va per Mussolini, per l'Italia e per il re, l'esperienza coloniale è celebrata come un'occasione per esaltare, in primo luogo, la figura del dittatore, che nella propaganda del regime andava assumendo proporzioni quasi divine.